# Бонеј на Марни
Бонеј на Марни (фр. Bonneuil-sur-Marne) је насељено место у Француској у региону Париски регион, у департману Долина Марне.
По подацима из 2011. године у општини је живело 16.237 становника, а густина насељености је износила 2946,82 становника/km².

## Демографија
| 1962. | 1968.  | 1975.  | 1982.  | 1990.  | 2011.  |
| ----- | ------ | ------ | ------ | ------ | ------ |
| 7.090 | 12.317 | 16.180 | 14.593 | 13.626 | 16.237 |